# إدموند هارتلي
إدموند هارتلي (بالإنجليزية: Edmund Barron Hartley)‏ هو طبيب عسكري جنوب أفريقي، ولد في 6 مايو 1847 في Ivybridge ‏ في المملكة المتحدة، وتوفي في 20 مارس 1919 في هامبشير في المملكة المتحدة.